# Talsperre Beliche
Die Talsperre Beliche (portugiesisch Barragem de Beliche) liegt in der Region Algarve Portugals im Distrikt Faro. Sie staut den Beliche, einen rechten (westlichen) Nebenfluss des Guadiana zu einem Stausee (port. Albufeira da Barragem de Beliche) auf. Die Gemeinde Azinhal liegt ungefähr zwei Kilometer nordöstlich, die Kleinstadt Castro Marim ungefähr zehn Kilometer südöstlich der Talsperre.
Mit dem Projekt zur Errichtung der Talsperre wurde im Jahre 1979 begonnen. Der Bau wurde 1986 fertiggestellt. Die Talsperre dient neben der Trinkwasserversorgung auch der Bewässerung. Sie ist im Besitz der INAG.

## Absperrbauwerk
Das Absperrbauwerk ist ein Staudamm (Steinschüttdamm mit Tonkern) mit einer Höhe von 54 m über der Gründungssohle (42 m über dem Flussbett). Die Dammkrone liegt auf einer Höhe von 54,3 m über dem Meeresspiegel. Die Länge der Dammkrone beträgt 527 m und ihre Breite 12 m. Das Volumen des Staudamms umfasst 991.000 m³.
Der Staudamm verfügt sowohl über einen Grundablass als auch über eine Hochwasserentlastung. Über den Grundablass können maximal 68 (bzw. 30) m³/s abgeleitet werden, über die Hochwasserentlastung maximal 267 m³/s. Das Bemessungshochwasser liegt bei 456 m³/s; die Wahrscheinlichkeit für das Auftreten dieses Ereignisses wurde mit einmal in 1000 Jahren bestimmt.

## Stausee
Beim normalen Stauziel von 52 m (maximal 53,94 m bei Hochwasser) erstreckt sich der Stausee über eine Fläche von rund 2,92 km² und fasst 48 Mio. m³ Wasser, davon können 47,6 Mio. m³ genutzt werden. Das minimale Stauziel liegt bei 27 m.